# ウォルター・L・ヴォーグリン
ウォルター・ライル・ヴォーグリン（Walter Lyle Voegtlin, 1904年3月4日 – 1975年) は、アメリカ合衆国の胃腸病専門医。原始食(Paleolithic Diet)の提唱者でもある。

## 生い立ちと教育
1904年、アイオワ州デモイン(Des Moines)に生まれる。ウエスト・デモイン高校とブロードウェイ高校で学ぶ。
1926年から1929年にかけてワシントン大学で、1929年から1933年にかけてノースウェスタン医科大学で学ぶ。1932年6月、ノースウェスタン大学で教養学士号を取得する。同大学での彼の理学修士論文の題名は『Evacuation of the Gall Bladder with Cholecystokinin as Studied by Duodenal Drainage』（『十二指腸排液に基づく研究としての胆嚢収縮物質に関連する胆嚢の排液』）であった。
1935年に医学の博士号を授与された。

## 医師として
1930年代のヴォーグリンは、精神科医のフレデリック・リミーア(Frederick Lemere)とともに、スィアトルにあるシャードル療養所(The Shadel Sanatorium)にて、アルコール依存症を治療する目的で嫌悪療法(Aversion Therapy)を奨励していた。1936年から1950年まで、この療養所には5000人を超える患者が訪れたという。これは科学的原理に基づく形でのアルコール依存症治療に成功した最初の治療法であるとされている。
1950年、ヴォーグリンとリミーアは、14年間に亘って診てきた4096人のアルコール依存症患者の観察資料に基づく形で、1年目の時点で患者全体の60%、2年目の時点で51%、5年目の時点で38%、10年目の時点で23%が禁酒を続けている、と説明した。

## 旧石器時代の食事法
1975年、ヴォーグリンは、旧石器時代を生きていたころの人類が摂っていた食事およびその栄養素を想定した原則に基づく内容の著書『The Stone Age diet』（『旧石器時代の食事法』）を出版した。この本は、原始食を奨める先駆け的な存在として引き合いに出される。
ヴォーグリンは、「ヒトは肉食動物であり、炭水化物の摂取を最小限に抑え、タンパク質と脂肪が豊富な動物性食品を基本とした食事を取るべきである」「解剖学的には、ヒトは草食動物である羊よりも、肉食動物である犬に近い」と主張した。イルカやトラは無差別に殺して構わない、と主張した風変わりな本でもあった。
食品歴史家のエイドリアン・ローズ・ジョンソン(Adrienne Rose Johnson)は、「現代のこの食事法の立役者たちは、ヴォーグリンによる白人至上主義、優生学的思想、受け入れがたい政治的立場を理由に、ヴォーグリンを強く拒絶した」と論評した。
精神科の臨床学教授、スィルヴィア・R・カラシュワ(Sylvia R. Karasua)は、「ヴォーグリンは『ヒトは10000年前までは間違いなく肉を食べ続けてきた』と信じているが、今やこの考え方は明らかに間違いであることが分かっているのだ」と批判した。
ヴォーグリンは、炭水化物が極めて少なく、生野菜も含まず、動物の肉を食べることの重要性について強調していた。また、初期の頃には、牛乳を含めたすべての乳製品やマメ科の食べ物を食べることには反対していなかった。この本の付録では、肉、卵、魚、調理した収穫物、野菜、サヤインゲン、チーズ、サワークリームで構成された低糖質料理を奨めている。

## 逸話
1945年9月2日、東京湾にて、日本の降伏文書(Japanese Instrument of Surrender)の協定の署名が行われていたとき、ヴォーグリンはアメリカ海軍の船に搭乗していた。当時、彼は真珠湾にあった病院で軍医を務めていた。
アメリカ海軍の戦艦『アリゾナ』(USS Arizona BB-39)の軍艦旗は、ある負傷した水兵からヴォーグリンに手渡された。ヴォーグリンはそれを息子のカール・F・ヴォーグリン(Karl F. Voegtlin)に渡し、これはエヴァレット海軍基地(Naval Station Everett)に寄贈された。

## 私生活
1932年に妻・エリーヌ(Elene)と結婚。エリーヌは1962年に54歳で亡くなった。
息子のカールも胃腸病専門医になった。

## 選集
- Voegtlin, W., & Lemere, F. (1942). The Treatment of Alcohol Addiction: A Review of the Literature. Quarterly Journal of Studies on Alcohol 2: 717-803.
- Voegtlin, W., & Lemere, F. (1950). An Evaluation of the Aversion Treatment of Alcoholism. Quarterly Journal of Studies on Alcohol 11: 199-204.
- The Stone Age Diet: Based on In-Depth Studies of Human Ecology and the Diet of Man (Vantage Press, 1975)

## 参考
1. 1 2 3 4  Voegtlin, Walter L. (1933). Evacuation of the Gall Bladder with Cholecystokinin as Studied by Duodenal Drainage. NorthWestern University, Department of Physiology and Pharmacology. p. 27
2. ↑  Broadway Sealth 1926Students of Broadway High School. Seattle: Washington. p. 58
3. ↑  Master of Science With Titles of Theses. Northwestern University, 1934. p. 31
4. 1 2 3  "1960 Alumnus Shares His Remembrances of Pearl Harbor". Northwestern Medicine Medical Alumni Association. June 2020, Issue 38. Retrieved April 10, 2021.
5. ↑  Bellack, Alan S; Hersen, Michel; Kazdin, Alan E. (1985). International Handbook of Behavior Modification and Therapy. Plenum Press. pp. 20-21. ISBN 978-1-4615-7280-0
6. ↑  White, William L. (1998). Slaying the Dragon: The History of Addiction Treatment and Recovery in America. Chestnut Health Systems. p. 106. ISBN 978-0938475071
7. ↑  Miller, Peter Michael. (1976). Behavioral Treatment of Alcoholism. Pergamon Press. p. 76.
8. ↑  Blum, Kenneth. (1991). Alcohol and the Addictive Brain. The Free Press. p. 51. ISBN 0-02-903701-8
9. ↑  Jones, Marshall R. (1968). Aversive Stimulation. University of Miami Press. p. 15
10. ↑  Reilly, Steve; Schachtman, Todd R. (2009). Conditioned Taste Aversion: Neural and Behavioral Processes. Oxford University Press. p. 452. ISBN 978-0-19-532658-1
11. 1 2 3 4  Johnson, Adrienne Rose (2015). “The Paleo Diet and the American Weight Loss Utopia, 1975–2014”. Utopian Studies 26 (1):  101–124. doi:10.5325/utopianstudies.26.1.0101.
12. 1 2  Beals, Katherine (2016). “Pondering Paleo: Is a Paleolithic Diet the Key to Achieving Optimal Health and Athletic Performance?”. ACSM's Health & Fitness Journal 20 (6):  18–25. doi:10.1249/FIT.0000000000000253.
13. 1 2 3  Karasu, Sylvia R. (2016). "In Nutrition, Where Does Science Stop and Fantasy Begin?". Psychology Today. Retrieved April 10, 2021.
14. 1 2  Voegtlin, Walter L. (1975). The Stone Age Diet. Vantage Press. pp. 259-263
15. ↑  Huber, Hillary Fries (2013). “Beans, beans the magical fruit: Why the Paleo Diet should not exclude legumes”. Popular Anthropology Magazine 4 (2):  46–49.
16. 1 2  Willadsen, Jeffry. (2012). "NSE commemorates Pearl Harbor". Kitsap Sun. Retrieved April 10, 2021.
17. ↑  The Seattle Daily Times (January 24, 1962). p. 58.